# W. Jasper Blackburn
William Jasper Blackburn (* 24. Juli 1820 im Randolph County, Arkansas; † 10. November 1899 in Little Rock, Arkansas) war ein US-amerikanischer Politiker. Zwischen 1868 und 1869 vertrat er den Bundesstaat Louisiana im US-Repräsentantenhaus.

## Werdegang
Jasper Blackburn wurde zunächst von seiner Mutter unterrichtet. Im Jahr 1839 zog er nach Batesville, wo er eine Druckerlehre absolvierte. Über Little Rock und Fort Smith kam er 1849 nach Minden in Louisiana, wo er die Zeitung „Minden Herald“ gründete. Dort wurde er als Mitglied der Demokratischen Partei im Jahr 1855 auch Bürgermeister. 1859 zog er nach Homer weiter, wo er ebenfalls eine Zeitung ins Leben rief. Im Vorfeld des Bürgerkrieges war Blackburn ein loyaler Anhänger der Union und ein Gegner der Sklaverei. Diese Haltung behielt er auch während des Krieges bei, was ihm eine Anklage wegen Hochverrats in Louisiana einbrachte. Dabei entging er nur knapp einem Todesurteil.
Nach dem Krieg wurde Blackburn Mitglied der Republikanischen Partei. Im Jahr 1867 war er Delegierter auf einer Versammlung zur Überarbeitung der Staatsverfassung von Louisiana. Außerdem war er vier Jahre lang Bezirksrichter im Claiborne Parish. Dabei handelte es sich um einen sogenannten „Administrative Judge“. Nach der Wiederaufnahme Louisianas in die Union wurde Blackburn bei den ersten Kongresswahlen nach dem Krieg im neu geschaffenen fünften Wahlbezirk seines Staates in das US-Repräsentantenhaus in Washington, D.C. gewählt. Dort trat er am 18. Juli 1868 sein neues Mandat an. Da er bei den regulären Wahlen des Jahres 1868 nicht mehr kandidierte, konnte er bis zum 3. März 1869 nur die laufende Legislaturperiode im Kongress beenden.
Zwischen 1874 und 1878 saß Blackburn im Senat von Louisiana. Im Jahr 1880 zog er nach Little Rock in Arkansas, wo er von 1881 bis 1892 Zeitungsherausgeber war. Dort ist er auch am 10. November 1899 verstorben.